# Île du Cap de Sable
Cet article possède un paronyme, voir Cap Sable.
L'île du Cap de Sable est une petite île au sud de la Nouvelle-Écosse au canada. 

## Géographie
Il y a beaucoup de brouillards, vents, et quelquefois des ouragans qui frappent l'île. C'est une île tranquille au paysage naturel. L'île se trouve dans l'Atlantique au sud-ouest de la Nouvelle-Écosse. (voir la carte) Elle est 11 km (7 miles) de long et 4,8 km (3 miles) de large. Il y a plus de mille habitants sur l'île, qui sont surtout des pêcheurs et leurs familles.

### Climat
| Mois                                  | jan.       | fév.       | mars       | avril     | mai       | juin      | jui.    | août     | sep.      | oct.    | nov.      | déc.      | année    |
| ------------------------------------- | ---------- | ---------- | ---------- | --------- | --------- | --------- | ------- | -------- | --------- | ------- | --------- | --------- | -------- |
| Température minimale moyenne (°C)     | −4,8       | −5         | −1,9       | 1,4       | 4,6       | 7,3       | 8,7     | 9,9      | 10,3      | 7,6     | 3,6       | −1,8      | 3,3      |
| Température moyenne (°C)              | −1,6       | −2,1       | 0,6        | 3,6       | 6,8       | 9,7       | 11,3    | 12,4     | 12,7      | 10      | 6,2       | 1,4       | 5,9      |
| Température maximale moyenne (°C)     | 1,4        | 0,7        | 3          | 5,7       | 8,8       | 12        | 13,8    | 14,9     | 15,1      | 12,3    | 8,7       | 4,6       | 8,4      |
| Record de froid (°C) date du record   | −17,2 1981 | −18,3 1971 | −14,5 1982 | −6,7 1954 | −1,1 1956 | 2,8 1961  | 5 1966  | 5,6 1948 | 0,6 1980  | −3 1985 | −7,8 1978 | −19 1980  | −19 1980 |
| Record de chaleur (°C) date du record | 12 1983    | 12 1981    | 14 1986    | 16 1980   | 18,9 1963 | 22,8 1977 | 24 1981 | 24 1981  | 23,9 1968 | 22 1979 | 17,2 1953 | 13,9 1953 | 24 1981  |
| Précipitations (mm)                   | 140,4      | 112,7      | 104,8      | 98,7      | 86,4      | 76,2      | 68,3    | 104,6    | 73,4      | 89,8    | 122,2     | 139,6     | 1 217,1  |
| dont neige (cm)                       | 53,9       | 41,2       | 21,2       | 4,2       | 0,3       | 0         | 0       | 0        | 0         | 0,7     | 1,3       | 26,3      | 149      |
| Nombre de jours avec précipitations   | 17         | 13         | 12         | 11        | 10        | 10        | 9       | 9        | 8         | 10      | 13        | 16        | 138      |
| Nombre de jours avec neige            | 11         | 8          | 5          | 1         | 0         | 0         | 0       | 0        | 0         | 0       | 0         | 6         | 32       |

| Diagramme climatique                                  |            |            |            |            |           |             |              |              |             |             |              |
| J                                                     | F          | M          | A          | M          | J         | J           | A            | S            | O           | N           | D            |
| 1,4−4,8140,4                                          | 0,7−5112,7 | 3−1,9104,8 | 5,71,498,7 | 8,84,686,4 | 127,376,2 | 13,88,768,3 | 14,99,9104,6 | 15,110,373,4 | 12,37,689,8 | 8,73,6122,2 | 4,6−1,8139,6 |
| Moyennes : • Temp. maxi et mini °C • Précipitation mm |            |            |            |            |           |             |              |              |             |             |              |

## Histoire
L'île du Cap de Sable fut habitée par les Micmacs, qui l’appelaient l'île Kespoogwitk qui veut dire « fin des terres ».  Les premiers explorateurs portugais l'ont nommée Beusablom, qui veut dire « baie de sable ».

### Colonie acadienne
Les premiers colons installés sur Cap de Sable et Cap-Noir furent des Acadiens de  Port Royal, en 1620. Charles de la Tour a colonisé Cap de Sable, lui donnant son nom actuel. La Tour y fit construit un poste fortifié en 1623, qu'il appela Fort Lomeron, en honneur de David Lomeron, qui fut son agent en France. Le poste fut par la suite renommé Fort Saint-Louis, mais fut identifié comme Fort Saint-Louis dans les écrits de Samuel de Champlain. Il mit la terre en culture et noua d'importants liens commerciaux avec les Micmacs.

#### Siège de 1630
Avec la mainmise des Écossais sur l'Acadie et la prise de Québec par David Kirke en 1629, le Cap de Sable était le seul établissement qui demeurait aux mains des Français en Amérique du Nord. Soutenant les Écossais, Claude de la Tour essaye de convaincre son fils Charles de changer d'allégeance et assiège le fort. Battu, il rentre humilié à Port Royal. Charles devient alors lieutenant-général de l'Acadie.
Pendant la Guerre civile, Charles de la Tour est battu par son rival Charles de Menou d'Aulnay de Charnisay et cède l'île de Cap de Sable, Pentagouet et Port Royal. 

#### Déportations de 1758
À la fin de l'été 1758, les Anglais prirent trois offensives contre les Acadiens. La première toucha la région de la rivière Saint-Jean, la deuxième, la région de la rivière Petitcodiac, et la troisième, l'île du Cap de Sable. Le majeur Henry Fletcher, commandant le 35e régiment et les Rangers de Joseph Gorham s'emparèrent de l'île de Cap de Sable. Une soixantaine d'Acadiens et le Père Jean Baptiste Gay des Enclaves se rendirent. 
Par ailleurs, cependant, 130 Acadiens et 7 Micmacs ont pu s'évader. Les prisonniers acadiens furent amenés à l'île Georges dans le port d'Halifax.